# Нью-Лондон (Огайо)
Нью-Лондон (англ. New London) — селище (англ. village) в США, в окрузі Гурон штату Огайо. Населення — 2416 осіб (2020).

## Географія
Нью-Лондон розташований за координатами 41°4′47″ пн. ш. 82°24′22″ зх. д. / 41.07972° пн. ш. 82.40611° зх. д. (41.079698, -82.406180).  За даними Бюро перепису населення США в 2010 році селище мало площу 6,57 км², з яких 5,71 км² — суходіл та 0,86 км² — водойми.

## Демографія
Згідно з переписом 2010 року, у селищі мешкала 2461 особа в 960 домогосподарствах у складі 649 родин. Густота населення становила 375 осіб/км².  Було 1103 помешкання (168/км²).
Расовий склад населення:
| - 95,8 % — білих - 1,8 % — чорних або афроамериканців - 0,1 % — вихідців з тихоокеанських островів - 0,1 % — азіатів |

До двох чи більше рас належало 2,0 %. Частка іспаномовних становила 1,1 % від усіх мешканців.
За віковим діапазоном населення розподілялося таким чином: 26,8 % — особи молодші 18 років, 58,5 % — особи у віці 18—64 років, 14,7 % — особи у віці 65 років та старші. Медіана віку мешканця становила 37,4 року. На 100 осіб жіночої статі у селищі припадало 93,3 чоловіків;  на 100 жінок у віці від 18 років та старших — 88,6 чоловіків також старших 18 років.
Середній дохід на одне домашнє господарство  становив 52 093 долари США (медіана — 39 821), а середній дохід на одну сім'ю — 62 925 доларів (медіана — 48 209). Медіана доходів становила 37 679 доларів для чоловіків та 24 861 долар для жінок. За межею бідності перебувало 20,0 % осіб, у тому числі 30,3 % дітей у віці до 18 років та 8,5 % осіб у віці 65 років та старших.
Цивільне працевлаштоване населення становило 1140 осіб. Основні галузі зайнятості: виробництво — 26,4 %, освіта, охорона здоров'я та соціальна допомога — 23,2 %, роздрібна торгівля — 14,6 %, науковці, спеціалісти, менеджери — 8,0 %.

## Персоналії
Уродженці
- Дороті Ґрейнджер (англ. Dorothy Granger; нар. 21 листопада 1911 – пом. 4 січня 1995) — американська акторка.